# Vitas
Vitaliy Vladasovich Grachov (en ruso: Виталий Владасович Грачёв; Daugavpils, República Socialista Soviética de Letonia, 19 de febrero de 1979) es un cantante, compositor, diseñador de moda y actor ruso, conocido en el mundo del espectáculo como Vitas (Витас en ruso). Su música, aunque pop, está influenciada por el techno, la música clásica, y, en ocasiones, por la música tradicional rusa.
Gran parte de su fama se lo debe a su público ruso, pero ha logrado hacerse conocido en países como China, Estados Unidos, Corea y Japón, y últimamente, en distintos países latinoamericanos. Gracias a canciones como Ópera #2 (Опера 2), Lucia di Lammermoor y El séptimo elemento (Седьмой элемент), los cuales tuvieron una amplia difusión y aceptación en Internet, ha logrado gran reconocimiento mundial.

## Biografía

### Comienzos
Su nombre completo es Vitaliy Vladasovich Grachyov (Виталий Владасович Грачёв), nació el 19 de febrero de 1979 en la ciudad de Daugavpils (actual Letonia) en la entonces Unión Soviética, hijo de Vladas Arkadevich Grachov (Владас Аркадьевич Грачёв) (1947-2021) y de Lilia Mikhalovna Grachova (Лилия Михайловна Грачёва) (1951-2001). Al poco tiempo su familia se trasladó a Odesa donde su padre trabajó como empleado público y su madre como modista. Allí pasó gran parte de su infancia con su abuelo, quien motivó su interés en la música y lo anotó en una escuela artística, donde estudió canto, actuación, acordeón y participó en varias producciones artísticas hasta su graduación en 1997.
En 1998 conoció a Dima Plachkovsky, al cual le llamó la atención su voz y personalidad en el escenario. Rápidamente entablaron amistad y se dieron derecho recíproco de interpretar sus canciones. Muchas canciones canciones en el repertorio de Vitas como "Estrella", "Hoja de Otoño" o "Dime que me amas" fueron escritas junto a Plachkovsky. 

### 1999-2003: ascenso a la fama
A principios de 1999 fue descubierto por el empresario y mánager ruso Sergei Pudovkin, quien vio uno de sus shows en una discoteca de Odesa y le propuso trasladarse a Moscú para iniciar una carrera profesional.
Su primera aparición en Rusia fue en diciembre de 2000, en el programa navideño "Christmas Meetings", conducido por la popular artista rusa Alla Pugacheva, con su éxito Opera #2, donde sorprendió con su poderosa voz de contratenor. El videoclip oficial de "Opera #2", dirigido por Yuriy Grymov, se emitió en los principales canales de la televisión rusa, lo cual contribuyó en su ascenso a la fama.
En enero del 2001 participó en "Canción del año 2001" (Песня 2001 года), e hizo un concierto entero con canciones de la gira Opera#, las canciones son: 1.Sueños 2.Opera#2 3.Carámbanos 4.Mundo frío 5.El reloj marca las 8 6.Figuras de cera 7.Opera#1 8.El cumpleaños de mi muerte 9.Alma 10.Lluvia en Tbilisi 11.Karlsson 12.Pintor ciego 13.7° elemento 14.Gramófono antiguo 15.Improvisación vocal 16.Improvisación 17.Cuerpo 18.Hasta pronto 19.Preludio 20.Circos 21.Me voy 22.Opera#2 FM
El 27 de febrero de 2001 apareció en el programa de televisión "Наша музыка" interpretando canciones de su primer álbum "Filosofía de los sueños" ("Философия чуда"), que se lanzaría en junio de ese mismo año. En marzo de 2001 presentó su primera gira con el programa "Ópera #..." ("Опера N.º..."), en la cual interpretó las canciones del disco "Filosofía de los sueños" y algunas del siguiente álbum que se lanzaría en 2002. Con ese primer programa ofreció conciertos en Rusia, Ucraina, Australia, Estados Unidos y otros países. Ganó popularidad rápidamente debido a su peculiar estilo de canto y su excéntrica imagen. En noviembre de 2001 lanzó el videoclip de una nueva canción "Bendito gurú", como adelanto de su próximo álbum que se lanzaría el año siguiente.
En marzo de 2002 estrenó su segundo álbum "Sonríe" ("Улыбнись"), incluyendo su canción homónima y la anteriormente mencionada "Bendito gurú". El 29 de marzo de 2002 presentó el programa de conciertos "Filosofía de los sueños" (Философия чуда) en el Palacio Estatal del Kremlin, convirtiéndose en el cantante más joven en actuar en el mismo. Ese programa se podría considerar una versión mejorada del anterior "Opera #..." ya que también incluyó canciones de los álbumes "Filosofía de los sueños" y "Sonríe", pero con distinto orden y nuevas imágenes como por ejemplo el disfraz del videoclip de "Bendito gurú". Como diseñador de moda, Vitas presentó su colección "Sueños de otoño" en el mismo escenario el 29 de septiembre del mismo año.
Al año siguiente, fue invitado por el compositor Lucio Dalla, autor de "Caruso", para interpretar juntos esta canción en la presentación "San Remo en Moscú". Después de esta actuación Dalla también invitó al cantante a participar de una puesta en escena de la ópera Tosca.
En 2003 lanzó su tercer álbum "Mamá" ("Мама"). La canción homónima fue dedicada a su fallecida madre. De ese álbum también se destacan las canciones "Estrella" y "Dedicactoria", siendo esta última la que incluye la nota más alta cantada por Vitas en su repertorio.
Durante ese año ofreció una gran cantidad de conciertos con el programa "Filosofía de los sueños" en lugares como Australia, Estados Unidos, Canadá, Israel, Alemania, Kazajistán, Lituania, Letonia, Estonia, Georgia, Tayikistán, Ucrania y Bielorrusia, entre otros. Un concierto de esa gira en Kazán en abril fue grabado y transmitido en televisión.
En noviembre de 2003, presentó su segundo programa de conciertos llamado "Canciones de mi madre" ("Песни моей мамы") en el salón de conciertos "RUSIA" en Moscú, dedicado a la memoria de su madre, quien había fallecido de cáncer hacia dos años. A partir de ese programa fueron lanzados dos álbumes: "Canciones de mi madre" y "Mamá", el primero incluía las canciones consideradas "reservas de oro" (grandes hits) de la música pop rusa, y el otro álbum incluía solo las nuevas canciones compuestas por Vitas.

### 2004-2006: revelación musical e imagen
A principios de 2004 lanzó el álbum "Canciones de mi madre" ("Песни моей мамы"). Incluía once canciones consideradas "reservas de oro" (grandes hits) de la música pop rusa, las cuales según Vitas, eran las que más le gustaban a su madre.
Su quinto álbum "Un beso tan largo como la eternidad" (Поцелуй длинною в вечность), lanzado el 8 de octubre del 2004 tuvo ventas sin precedentes en Rusia. Vendió más de 2.000.000 de copias en menos de seis meses. El número total de ventas de discos del cantante hasta la fecha exceden los 10 millones.
Durante 2004 y 2005, Vitas se convirtió en uno de los más populares cantantes de Rusia, llevando a cabo una importante gira por todo el país con el programa "Canciones de mi madre". La gira se extendió por países de todo el mundo como Estados Unidos, Canadá, Alemania, Kazajistán, Israel y los Países Bálticos. Finalizó en verano de 2006.
En junio de 2006, Vitas fue invitado por la cadena de televisión CCTV (China Central Television) para formar parte del evento "El Año Ruso en China", presentado en Pekín. Vitas interpretó dos de sus canciones más conocidas, "Estrella" ("Звезда") y "Ópera #2" ("Опера N.º 2"). Esto marcó el comienzo de su enorme popularidad en la República Popular China.

### 2007-2011: Fama mundial
En diciembre de 2006 lanzó el álbum "Regreso a casa" ("Возвращение домой") con su exitoso hit de 2005 "Las costas de Rusia" ("Берега России") y una versión semi-original de "Il Dolce Suono" a la que llamó "Lucia di Lammermoor".
El estreno de su programa de conciertos "Regreso a casa" (Возвращение домой) tuvo lugar en marzo de 2007 en el escenario del hotel Kosmos, en Moscú. Durante ese concierto colaboró con diferentes figuras de la música rusa, como Iosif Kobzon, Boris Moiseev, Nadezhda Kadisheva, entre otros. Además cantó la canción "Amistad" ("Дружба") junto a su abuelo Arkadiy Davidovich (Аркадий Давыдович). El concierto del 7 de marzo fue grabado y posteriormente lanzado en DVD. Con ese programa giró por todo Rúsia y alrededores hasta septiembre de 2009.
En junio de 2007, Vitas presentó su primera gira en la República Popular China. Consistió en 7 conciertos en las ciudades de Pequín, Shanghái, Chongqing, Chengdu, Guangzhou, Taipéi. El concierto en Pequín fue grabado y retransmitido en el canal CCTV3 de la China Central Television, llegando a una audiencia de 14 millones.
En octubre de 2007, Vitas firmó un contrato con la compañía productora estadounidense "Gemini Sun Records". Esta compañía lanzó sus DVD y CD en un nuevo empaque y con subtítulos en español e inglés.
El 15 de noviembre de 2007, Vitas lanzó la segunda parte del álbum "Regreso a casa", llamada "El grito de las grullas". Esta incluye el éxito homónimo, además de su versión de "Jamaica" de T. A. Valli.
En enero y febrero de 2008, Vitas presentó su segunda gira en la República Popular China. Mientras que en la primera actuó en salas de conciertos y teatros, en ésta actuó en grandes estadios, por lo que obtuvo más audiencia. En ese año fue el único extranjero en presentarse en los Juegos Olímpicos de Beijing.
En el mismo año lanzó "La luz de un nuevo día", una canción de 40 minutos basada solo en vocalización e instrumentación basada en los conceptos de la terapia musical. La misma está disponible para .gratuita en su sitio ya según el mismo artista: "esto es un refugio de música y voz para aquellos que necesitan protección emocional con bondad y luz, esto es para aquellos que necesitan apoyo en la vida. Me niego a ganar dinero con CD o descargas por realizar este trabajo".
El 10 de octubre de 2008 dio un concierto exclusivo en Nankín con el mismo programa que la gira de enero y febrero de ese mismo año en otras ciudades de China.
Vitas dio un concierto en Bucarest, Rumania, el 25 de febrero de 2009, que fue transmitido en los canales de televisión TVR2 and TVR y logró uno de sus índices de audiencia más altos en doce meses. 
En abril y mayo de 2009, presentó su tercera gira en China con un nuevo programa nombrado "Noche en vela" ("Бессонная ночь"). También en mayo cantó su éxito "Estrella" en un concierto en homenaje a las víctimas del terremoto en Sichuan. Un tiempo después lanzó una canción llamada "Madre e hijo" (Мама и сын) también dedicada a las víctimas de esa tragedia.
En el mismo año lanzó un nuevo álbum llamado "Dime que me amas" (Скажи, что ты любишь). Incluía composiciones propias como o "Damas y caballeros". También lanzó un videoclip para la canción "Quiéreme" ("Люби меня") y para su versión de "La donna è mobile".
En octubre de 2009 empezó la primera gira en Rusia con el programa "Noche en vela". Se destaca la presentación en la sala de conciertos "Октябрьский" en San Petersburgo del 28 de febrero del 2010, la cual fue grabada y lanzada en DVD. En enero de 2011 llevó la gira a Estados Unidos y Canadá, con gran éxito.

### 2011-2015
En 2010 Vitas lanzó el álbum "Obras maestras de tres siglos" ("Шедевры трёх веков"), donde interpretó diferentes clásicos de la música, presentando como sencillo su versión de "La donna è mobile".
En el 2011 publicó dos discos, "Romance" (Романсы) que contiene versiones y composiciones propias, y "Mamá e hijo" (Мама и сын) con canciones propias. 
El mismo año presentó un sencillo, "Uno, dos, tres" (Раз, два, три) en colaboración con la cantante Lera. Luego, en el 2012, publicó "Veteranos de guerra" (Фронтовики) en homenaje a su abuelo, Arkadiy Davidovich (Аркадий Давыдович, 1923-2013), un veterano de la Gran Guerra Patria, y "Me gustaria subir al cielo" (Мне бы в небо) en dueto con la cantante Ksenona Ksenia. Estos fueron parte del álbum "Solo Tú: Mi Historia de Amor" (Только ты: История моей любви. Часть 1) lanzado en el 2013.
Al año siguiente presentó su segunda parte, "Te Daré el Mundo. Mi Historia de Amor parte 2" (Я подарю мир: История моей любви. Часть 2) con el sencillo "Te daré el mundo" (Я подарю мир) cuyo videoclip está dedicado a su hija y fue realizado con grabaciones de su esposa durante unas vacaciones familiares.
El 2 de marzo de 2014 Vitas estrenó en la sala de conciertos "Crocus City Hall" la gira de promoción de ambos discos, con el programa llamado "Mi Historia de Amor". El concierto en San Petersburgo del 29 de marzo fue grabado y a día de hoy se sigue retransmitiendo en diferentes canales de la televisión rusa periódicamente. El 29 de septiembre de 2014, como parte de esa gira, Vitas dio un concierto exclusivo en Ginebra. La gira contó con 3 ramas durante 2014, 2015 y 2016 y terminó con dos últimos conciertos en marzo de 2017 en San Petersburgo y Moscú. Con motivo del estreno de su nueva gira en Rusia, Vitas fue invitado al late show "Evening Urgant" ("Вечерний Ургант"). Se le entrevistó acerca de su éxito en China y sus nuevos proyectos.
En octubre, noviembre y diciembre de 2015, Vitas presentó una gira a gran escala de 19 en diferentes ciudades de China, llamada "15 Años con Vosotros" ("15 лет с вами"). En el repertorio de la gira se incluyeron canciones de los álbumes recientes y del siguiente álbum que se lanzaría en 2016.
A principios de 2016 publicó el videoclip de una nueva canción "Divido el Amor en Partes", grabado en septiembre del año anterior.
En octubre y noviembre de 2016, Vitas presentó otra gira en diferentes ciudades de China, llamada "Vine Solo Para Vosotros" ("Come Just For You"). A diferencia de la anterior gira en China, esta contó con más canciones de álbumes antiguos, incluyendo "El Séptimo Elemento".
En diciembre de 2016 lanzó el álbum "Made in China" con el videoclip de la canción con el mismo nombre.
De marzo de 2017 a septiembre de 2018, después de terminar la gira "Mi Historia de Amor", Vitas tuvo un descanso de actividad en los escenarios y en televisión, pero siguió activo en redes, gozando de su popularidad debido a memes virales con su canción de 2001 "El Séptimo Elemento". Durante su descanso de los escenarios en 2018, publicó tres canciones con videoclips: "Roll with the beat", en colaboración con el grupo estadounidense Nappy Roots, "Dame Amor" (Подари мне любовь) y "Sinfónica" (Симфоническая).

### 2018-presente
En septiembre de 2018, Vitas volvió al escenario ruso con una nueva imagen de pelo rubio. Tuvo interpretaciones y participaciones en programas de televisión, incluyendo el popular late show ruso "Evening Urgant" ("Вечерний Ургант"). En noviembre dio un concierto en Moscú con un nuevo programa llamado "Подари мне любовь", donde interpretó las nuevas canciones "Sinfónica" y "Dame Amor", además de clásicos de su catálogo.
El 19 de febrero de 2019, para festejar su 40.º cumpleaños número, publicó el sencillo con videoclip "Delala" (en ruso: Делала, literalmente [Maravillosamente] hecho). En julio participó en el festival Tomorrowland como invitado del DJ Timmy Trumpet. En agosto dio 3 conciertos en diferentes ciudades de China con un nuevo programa llamado "20", con motivo del 20.º aniversario de su carrera profesional.
En noviembre de 2019 publicó un nuevo álbum llamado "Bit Bombit" (en ruso: "Бит бомбит", literalmente "El beat bombea"), presentando nuevas canciones. En noviembre y diciembre de 2019 dio una gira por diferentes ciudades de Rusia con el programa "Dame amor".
En agosto de 2020 publicó en China un EP llamado "OPERA20" incluyendo las canciones "Por Ella" (en ruso: "За ней", romanización "Za ney") y "De vuelta a las estrellas" ("Back to the Stars"). El álbum también incluye canciones en colaboración con cantantes reconocidos en China.

## Carrera como actor
En el 2003 participó en la serie de la televisión rusa Eulampia Romanova, la investigación de una aficionada (Евлампия Романова. Следствие ведёт дилетант) como el misterioso cantante Leo Sko, y en el corto Siete Julietas y dos Romeos (Семь Джульетт и два Роме) como El Productor, un joven empresario con problemas de salud mental y adicciones.
En el 2005 fue parte de la película cómica Un día loco (Сумасшедший День) interpretando al polémico artista Lyapa Otvyazny.
Debutó en el cine chino en el 2009 en la película 'Hua Mulan' donde encarnó al esclavo Gude y también colaboró en la banda sonora.
En el 2010 hizo un corto cameo en la serie rusa-china El último secreto del maestro ( Последний секрет Мастера).
En el 2011 encarnó a Grigory Voitinsky en la película china La fundación de un partido. Voitinsky fue un líder bolchevique ruso enviado a China para ayudar a fundar el Partido Comunista Chino.
En el 2012 se interpretó a sí mismo en el film chino "Conviértete en una estrella".

## Registro vocal
Su nota más grave en vivo ha sido de un B1 y la más alta de un B7 . El sonido de los álbumes de Vitas muestran un registro vocal inusual, lo que ha dado que surjan diversas especulaciones. Los asistentes a sus conciertos confirman que canta en vivo y durante algunas presentaciones suele balancear el micrófono lejos de su boca para probarlo.
En realidad, similar al "registro de silbido" de la voz femenina, el contratenor canta lo que muchos describen como un registro de falsetto muy alto, al igual que un soprano canta con su voz de cabeza utilizando una técnica diferente.
Parodiando aquella controversia, en 2003 Vitas protagonizó una serie policial en la televisión rusa, Eulampia Romanova, la investigación de una aficionada (Евлампия Романова. Следствие ведёт дилетант) en la cual interpreta a un cantante pop con una alta e inusual voz que esconde una oscura historia.

## Otros datos
En el 2009 recibió el título de "Artista del pueblo chino" y es considerado el cantante ruso más famoso en aquel país.
Durante mucho tiempo tuvo doble nacionalidad en Rusia y Ucrania, pero en el 2014, luego del comienzo del conflicto entre ambos países, decidió renunciar a su nacionalidad ucraniana.
""Me quedo en Rusia. Creo que es uno de esos países con un gran futuro. Además, he pasado los mejores años de mi vida aquí, donde he encontrado éxito y felicidad personal".
Ha sido director de los vídeos de "Veteranos de guerra"  y "Delala", y se muestra entusiasta con seguir explorando en el mundo cinematográfico.
Además de cantar en ruso, su lengua natal, Vitas ha interpretado canciones en chino, polaco, inglés, español, rumano e italiano.

## Vida personal
Conoció a su esposa Svetlana Grankovskaia (Светлана Гранковская) en uno de sus shows en Odesa en el año 2000, cuando ella tenía 15 años. Al poco tiempo se mudaron juntos a Moscú, sin la autorización de los padres de ella. Se casaron en el 2006 y tienen tres hijos: Alla (Алла) nacida el 21 de noviembre del 2008, Maxim (Максим) nacido el 1 de enero del 2015. y Alisa (Алиса), nacida el 18 de mayo del 2021.
En el 2010, durante un concierto en Rusia presentó a su hija Alla y le cantó la canción "Canción de cuna" (Колыбельная). Fue la primera vez que el público supo algo de su vida personal, ya que hasta ese entonces había mantenido toda su vida alejada de los medios.
En el 2012 fue entrevistado junto a su familia en el popular programa ruso "Déjalos hablar" (Пусть говорят) en el que conversó sobre sus comienzos, su vida personal y su evolución como artista. En marzo del mismo año volvió a aparecer en el programa para enfrentar a un hombre que decía ser su padre biológico, algo que luego fue confirmado con un examen de ADN, aunque como muestra de perdón, Vitas cantó y bailó con la madre del hombre. Ambos fueron los más vistos del año para el programa.
En el 2014, durante la presentación de su programa "15 años contigo", Vitas cantó junto a su hija. Desde entonces la niña ha aparecido varias veces junto a su padre y este año publicó su primera canción en redes sociales.

## Premios y reconocimientos
| Año              | Categoría | Grabación                                                      |
| ---------------- | --- | -------------------------------------------------------------- |
| 2001, 2002, 2003 | Premio al sencillo más vendido en Rusia                                                                          | "Opera #2" (Опера №2)                                          |
| 2001             | "Komsomolskaya Pravda" y Encuesta en Internet "Fórum 2001" Descubrimiento Musical del Año                        | —                                                              |
| 2000, 2001, 2002 | Tres veces galardonado en los festivales "Canción del Año-2000", "Canción del Año-2001" y "Canción del Año-2002" | —                                                              |
| 2001, 2002       | Dos veces galardonado con el premio "Gramófono de Oro"                                                           | "Opera #2" (Опера №2), "Sonríe" (Улыбнись)                     |
| 2001, 2002, 2003 | Tres veces galardonado con el Premio Musical "Pódium" por los mayores logros modernos en la música Pop           | —                                                              |
| 2001, 2002, 2003 | Premio ruso "Éxito popular"                                                                                      | "Ópera #2" (Опера №2), "Sonríe" (Улыбнись),"Estrella" (Звезда) |
| 2001, 2003       | Premio "HIT 100 por ciento" de la Radio "HIT FM"                                                                 | —                                                              |
| 2002             | Premio Nacional Musical "Ovación" Solista del Año                                                                | —                                                              |
| 2004             | Portal Ruso de Internet Afisha.com                                                                               | —                                                              |
| 2007             | Orden del Servicio de las Artes                                                                                  | —                                                              |

## Discografía

### Álbumes
| Título original                            | Español                                              | Año  |
| ------------------------------------------ | ---------------------------------------------------- | ---- |
| Философия чуда                             | Filosofía de un milagro                              | 2001 |
| Улыбнись                                   | Sonríe                                               | 2002 |
| Песни моей мамы                            | Canciones de mi madre                                | 2003 |
| Мама                                       | Mamá                                                 | 2003 |
| Поцелуй длиною в вечность                  | Un beso largo como la eternidad                      | 2004 |
| Возвращение домой                          | Regreso a casa                                       | 2006 |
| Криком журавлиным: Возвращение домой 2     | Con el grito de las grullas: Regreso a casa, parte 2 | 2007 |
| Хиты ХХ века                               | Éxitos del siglo XX                                  | 2008 |
| Audio Visual Connect Series: Vitas         | **                                                   | 2008 |
| Скажи, что ты любишь                       | Say You Love                                         | 2009 |
| Шедевры трех веков                         | Obras maestras de tres siglos                        | 2010 |
| Романсы                                    | Romances                                             | 2011 |
| Мама и сын                                 | Madre e hijo                                         | 2011 |
| Только ты: История моей любви (Часть 1)    | Solo tú: La historia de mi amor, parte 1             | 2013 |
| Я подарю мир: История моей любви (Часть 2) | Te daré el mundo: La historia de mi amor, parte 2    | 2014 |
| Made in China                              | Hecho en China                                       | 2016 |
| Come Just For You                          | He venido solo para vosotros                         | 2016 |
| Бит бомбит                                 | El beat bombea                                       | 2019 |

### Sencillos/EPs
| Título original | Español                                              | Año  |
| --------------- | ---------------------------------------------------- | ---- |
| Опера №2        | Opera #2                                             | 2001 |
| Good Bye        | Adiós                                                | 2001 |
| Свет Нового Дня | Luz de un nuevo día                                  | 2008 |
| 真童话          | Cuento de hadas                                      | 2010 |
| That Song       | Esa canción (Remix de "7th Element" por Drangabeats) | 2015 |
| OPERA20         | OPERA20                                              | 2020 |

### Vídeos
| Ruso                                 | Español                         | Año  |
| ------------------------------------ | ------------------------------- | ---- |
| Опера №2                             | Ópera #2                        | 2000 |
| Опера №1                             | Ópera #1                        | 2001 |
| Блаженный Гуру                       | Sagrado gurú                    | 2001 |
| Улыбнись!                            | ¡Sonríe!                        | 2002 |
| Мама                                 | Mamá                            | 2003 |
| Звезда                               | Estrella                        | 2003 |
| Птица Счастья                        | El pájaro de la felicidad       | 2004 |
| Поцелуй Длиною В Вечность            | Un beso largo como la eternidad | 2004 |
| Берега России                        | Las costas de Rusia             | 2005 |
| Криком Журавлиным                    | El grito de las grullas         | 2006 |
| Lucía Di Lammermoor                  | Lucía Di Lammermoor             | 2006 |
| Люби Меня                            | Love Me                         | 2009 |
| La Donna è Mobile                    | La Donna è Mobile               | 2009 |
| Раз, два, три                        | One, Two, Three                 | 2011 |
| Мне бы в небо                        | Me gustaría subir al cielo      | 2012 |
| Фронтовики                           | Veteranos                       | 2012 |
| Я подарю мир                         | Te voy a dar el mundo           | 2013 |
| Делю любовь на доли                  | Divido el amor en partes        | 2016 |
| Made in China                        | Hecho en China                  | 2016 |
| Roll With The Beat (ft. Nappy Roots) | Gira con el ritmo               | 2018 |
| Подари                               | Dame                            | 2018 |
| Симфоническая                        | Simfónica                       | 2018 |
| Делала                               | Delala                          | 2019 |